# Castellane (metropolitana di Marsiglia)
Castellane è una stazione d'interscambio della metropolitana di Marsiglia tra la linea 1 e la linea 2. È situata sotto place Castellane, nel VI arrondissement di Marsiglia e serve il quartiere di Castellane.

## Storia
La stazione è stata aperta al traffico l'11 marzo 1978 con l'inaugurazione del secondo troncone della linea 1, che aveva proprio come capolinea temporaneo Castellane.
Il 3 marzo 1984 divenne anche il temporaneo capolinea della linea 2.

## Interscambi
Nelle vicinanze della stazione effettuano fermata diverse linee di tram, autobus urbani ed interurbani.
- Fermata tram (linea 3)
- Fermata autobus